# Project Syndicate
Project Syndicate（プロジェクト・シンジケート） は国際的なNPOであり、各国の新聞をつなぐ組織である。専門家や活動家、ノーベル賞受賞者、政治家、経済学者、政治思想家、ビジネスから学者にいたる各界のリーダーによる論考や分析を会員の新聞および雑誌社に配信し、会員間のネットワークを組織している。
チェコ共和国のプラハに本拠を置く。
現在、150か国・439の新聞によって会員組織が構成され、会員紙誌の総発行数は5千万部に達するなど、世界最大の言論組織といえる。
主に先進国の会員紙誌からの出資によって運営されるが、そのほかジョージ・ソロスのオープン・ソサエティ財団やデンマークで設立されたPolitiken、Die Zeit および Gerd Bucerius Foundationからの出資も受け入れている。それらの出資をもとに、報道各社の資金がまだ充分でない発展途上国へは論考および分析を無償で提供している。
プロジェクト・シンジケートは、そのコラムを英語からアラビア語、中国語、チェコ語、フランス語、ドイツ語、スペイン語およびロシア語の7つの言語に翻訳し提供している。そのほか膨大な言語によって出版されている。
日本では、朝日新聞、読売新聞、日本経済新聞の各紙が会員となっている。

## 主な寄稿者
- ジョセフ・E・スティグリッツ
- ジョセフ・ナイ
- ジェフリー・サックス
- サイモン・ジョンソン
- ジョスカ・フィッシャー
- ファン・ガン
- マイケル・スペンス
- モハメド・エラリアン
- ナオミ・ウルフ
- ミハイル・ゴルバチョフ
- ジミー・カーター
- 潘基文
- ケネス・ロゴフ
- ロバート・シラー
- ヌリエル・ルビーニ
- マーティン・フェルドスタイン
- ジョージ・ソロス
- イアン・ブルマ
- クリスティーヌ・ラガルド
- ジャン＝クロード・トリシェ
- ラグラム・ラジャン
- トニー・ブレア
- 安倍晋三
- 小池百合子
- 浜田宏一

## 書籍
- ソロスほか『混乱の本質』（プロジェクトシンジケート叢書1、土曜社、2012年）
- 黒田東彦ほか『世界は考える』（プロジェクトシンジケート叢書2、土曜社、2013年）
- ブレマーほか『新アジア地政学』（プロジェクトシンジケート叢書3、土曜社、2014年）
- 安倍晋三ほか『世界論』（プロジェクトシンジケート叢書4、土曜社、2015年）
- 安倍晋三ほか『秩序の喪失』（プロジェクトシンジケート叢書5、土曜社、2016年）
- ソロスほか『安定とその敵』（プロジェクトシンジケート叢書6、土曜社、2017年）